# Liste der Baudenkmäler in Mönchengladbach (Denkmäler Q–S)
Die Liste der Baudenkmäler in Mönchengladbach (Denkmäler Q–S) enthält die denkmalgeschützten Bauwerke auf dem Gebiet der Stadt Mönchengladbach in Nordrhein-Westfalen (Stand: 8. Juni 2021). Diese Baudenkmäler sind in der Denkmalliste der Stadt Mönchengladbach eingetragen; Grundlage für die Aufnahme ist das Denkmalschutzgesetz Nordrhein-Westfalen (DSchG NRW).

Baudenkmäler sind „Denkmäler, die aus baulichen Anlagen oder Teilen baulicher Anlagen bestehen“.
Die Denkmalliste der Stadt Mönchengladbach umfasst 1000 Baudenkmäler, darunter 651 Wohnhäuser, 79 Wohn- und Geschäftshäuser, 65 Kirchen, Kapellen oder Klöster, 62 öffentliche Gebäude, 45 Kleindenkmäler, 39 Hofanlagen, 18 Wehranlagen, Burgen oder Adelssitze, 17 Geschäftshäuser, Verwaltungsgebäude oder handwerkliche Betriebe, 16 Industrieanlagen sowie acht Friedhöfe.

## Baudenkmäler
Die Liste umfasst, falls vorhanden, eine Fotografie des Denkmals, als Bezeichnung falls vorhanden den Namen, sonst kursiv den Gebäudetyp, den Ortsteil in der das Baudenkmal liegt und die Adresse, das Datum der Unterschutzstellung und die Eintragungsnummer der unteren Denkmalbehörde der Stadt Mönchengladbach. Der Name entspricht dabei der Bezeichnung durch die untere Denkmalbehörde der Stadt Mönchengladbach. Abkürzungen wurden zum besseren Verständnis aufgelöst, die Typografie an die in der Wikipedia übliche angepasst und Tippfehler korrigiert.
| Bild                                              | Bezeichnung                                       | Lage                                                       | Beschreibung | Bauzeit                                          | Denkmal- nummer | Eintragung Aktenzeichen |
| ------------------------------------------------- | ------------------------------------------------- | ---------------------------------------------------------- | --- | ------------------------------------------------ | --------------- | ----------------------- |
| Wohngeschäftshaus                                 | Wohngeschäftshaus                                 | Quadtstraße 11 Lage                                        | Siehe Quadtstraße 11 (Mönchengladbach) | Jahrhundertwende                                 | Q 001           | 2. Juni 1987            |
| Wohngeschäftshaus                                 | Wohngeschäftshaus                                 | Quadtstraße 13 Lage                                        | Siehe Quadtstraße 13 (Mönchengladbach) | Jahrhundertwende                                 | Q 002           | 2. Juni 1987            |
| Wohngeschäftshaus                                 | Wohngeschäftshaus                                 | Quadtstraße 23 Lage                                        | Siehe Quadtstraße 23 (Mönchengladbach) | Jahrhundertwende                                 | Q 003           | 2. Juni 1987            |
| Wohnhaus                                          | Wohnhaus                                          | Rasselner Kirchweg 12 Lage                                 | Siehe Rasselner Kirchweg 12 (Mönchengladbach) | Mitte des 19. Jahrhunderts                       | R 001           | 4. Dezember 1984        |
| Wohnhaus                                          | Wohnhaus                                          | Richard-Wagner-Straße 18 Lage                              | Siehe Richard-Wagner-Straße 18 (Mönchengladbach) | Anfang des 20. Jahrhunderts                      | R 002           | 4. Dezember 1984        |
| Fachwerkhaus                                      | Fachwerkhaus                                      | Rasseln 2 Lage                                             | Siehe Rasseln 2 (Mönchengladbach) | 18. Jh.                                          | R 003           | 4. Dezember 1984        |
| Wohngeschäftshaus                                 | Wohngeschäftshaus                                 | Richard-Wagner-Straße 54 Lage                              | Siehe Richard-Wagner-Straße 54 (Mönchengladbach) | Anfang des 20. Jahrhunderts                      | R 004           | 4. Dezember 1984        |
| Wohnhaus                                          | Wohnhaus                                          | Regentenstraße 206 Lage                                    | Siehe Regentenstraße 206 (Mönchengladbach) | Jahrhundertwende                                 | R 005           | 4. Dezember 1984        |
| Wohnhaus                                          | Wohnhaus                                          | Regentenstraße 216 Lage                                    | Siehe Regentenstraße 216 (Mönchengladbach) | 1908                                             | R 006           | 4. Dezember 1984        |
| Wohnhaus                                          | Wohnhaus                                          | Regentenstraße 212 Lage                                    | Siehe Regentenstraße 212 (Mönchengladbach) | Jahrhundertwende                                 | R 007           | 4. Dezember 1984        |
| Wohnhaus                                          | Wohnhaus                                          | Regentenstraße 49 Lage                                     | Siehe Regentenstraße 49 (Mönchengladbach) | 1888                                             | R 008           | 4. Dezember 1984        |
| Wohnhaus                                          | Wohnhaus                                          | Regentenstraße 57 Lage                                     | Siehe Regentenstraße 57 (Mönchengladbach) | Ende des 19. Jahrhunderts                        | R 009           | 4. Dezember 1984        |
| Wohnhaus                                          | Wohnhaus                                          | Regentenstraße 5 Lage                                      | Siehe Regentenstraße 5 (Mönchengladbach) | Ende 1860                                        | R 010           | 4. Dezember 1984        |
| Wohnhaus                                          | Wohnhaus                                          | Regentenstraße 45 Lage                                     | Siehe Regentenstraße 45 (Mönchengladbach) | Jahrhundertwende                                 | R 011           | 4. Dezember 1984        |
| Pfarrhaus                                         | Pfarrhaus                                         | Rochusstraße 301 Lage                                      | Siehe Pfarrhaus Broich | Anfang des 20. Jahrhunderts                      | R 012           | 23. Juni 1992           |
| Wohngeschäftshaus                                 | Wohngeschäftshaus                                 | Regentenstraße 175 Lage                                    | Siehe Regentenstraße 175 (Mönchengladbach) | Jahrhundertwende                                 | R 013           | 4. Dezember 1984        |
| Wohnhaus                                          | Wohnhaus                                          | Regentenstraße 117 Lage                                    | Siehe Regentenstraße 117 (Mönchengladbach) | Jahrhundertwende                                 | R 014           | 4. Dezember 1984        |
| Wohnhaus                                          | Wohnhaus                                          | Rheindahlener Straße 15 Lage                               | Siehe Rheindahlener Straße 15 (Mönchengladbach) | 2. Hälfte des 19. Jahrhunderts                   | R 015           | 14. Mai 1985            |
| Wohnhaus                                          | Wohnhaus                                          | Rheydter Straße 177 a Lage                                 | Siehe Rheydter Straße 177a (Mönchengladbach) | Jahrhundertwende                                 | R 016           | 14. Mai 1985            |
| Wohnhaus                                          | Wohnhaus                                          | Regentenstraße 51 Lage                                     | Siehe Regentenstraße 51 (Mönchengladbach) | 1888                                             | R 017           | 24. September 1985      |
| weitere Bilder                                    | Rathaus Abtei                                     | Rathausplatz 1 Lage                                        | Siehe Rathaus Abtei | 1663 und 1705/25                                 | R 018           | 24. September 1985      |
| Wohnhaus                                          | Wohnhaus                                          | Regentenstraße 113 Lage                                    | Siehe Regentenstraße 113 (Mönchengladbach) | Jahrhundertwende                                 | R 019           | 14. Oktober 1986        |
| Wohnhaus (Villa)                                  | Wohnhaus (Villa)                                  | Roermonder Straße 279 Lage                                 | Siehe Roermonder Straße 279 (Mönchengladbach) | 1898                                             | R 020           | 2. Juni 1987            |
| ehemaliges Kutscherhaus                           | ehemaliges Kutscherhaus                           | Roermonder Straße 279 a–c Lage                             | Siehe Ehemaliges Kutscherhaus (Venn) | 1898                                             | R 021           | 2. Juni 1987            |
| Kapelle                                           | Kapelle                                           | Rudolfstraße 5 Lage                                        | Siehe Zum hl. Aloysius (Mönchengladbach) | 1896                                             | R 022           | 2. Juni 1987            |
| ehemaliges Schwesternheim, Wohnhaus               | ehemaliges Schwesternheim, Wohnhaus               | Rudolfstraße 7/9 Lage                                      | Siehe Rudolfstraße 7–9 (Mönchengladbach) | 1890                                             | R 023           | 2. Juni 1987            |
| Wohnhaus                                          | Wohnhaus                                          | Richard-Wagner-Straße 22 Lage                              | Siehe Richard-Wagner-Straße 22 (Mönchengladbach) | Jahrhundertwende                                 | R 024           | 2. Juni 1987            |
| Wohngeschäftshaus                                 | Wohngeschäftshaus                                 | Regentenstraße 3 Lage                                      | Siehe Regentenstraße 3 (Mönchengladbach) | 1860                                             | R 025           | 2. Juni 1987            |
| Wohnhaus                                          | Wohnhaus                                          | Regentenstraße 7 Lage                                      | Siehe Regentenstraße 7 (Mönchengladbach) | Ende 1860                                        | R 026           | 2. Juni 1987            |
| Wohnhaus                                          | Wohnhaus                                          | Regentenstraße 11 Lage                                     | Siehe Regentenstraße 11 (Mönchengladbach) | Jahrhundertwende                                 | R 027           | 2. Juni 1987            |
| Wohnhaus                                          | Wohnhaus                                          | Roermonder Straße 245 Lage                                 | Siehe Roermonder Straße 245 (Mönchengladbach) | 19. Jh.                                          | R 028           | 15. Dezember 1987       |
| ehemaliges Fabrikverwaltungsgebäude               | ehemaliges Fabrikverwaltungsgebäude               | Roermonder Straße 217 Lage                                 | Siehe Roermonder Straße 217 (Mönchengladbach) | 19. Jh.                                          | R 029           | 15. Dezember 1987       |
| Wohnhaus                                          | Wohnhaus                                          | Regentenstraße 41 Lage                                     | Siehe Regentenstraße 41 (Mönchengladbach) | 1870                                             | R 030           | 7. August 1990          |
| Wohngeschäftshaus                                 | Wohngeschäftshaus                                 | Regentenstraße 171 Lage                                    | Siehe Regentenstraße 171 (Mönchengladbach) | 1905/06                                          | R 031           | 13. September 1988      |
| Wohnhaus                                          | Wohnhaus                                          | Rheydter Straße 62 Lage                                    | Siehe Rheydter Straße 62 (Mönchengladbach) | Ende des 19. Jahrhunderts                        | R 032           | 26. Januar 1989         |
| Kirche                                            | Kirche                                            | Richard-Wagner-Straße 26 Lage                              | Siehe St. Josef (Mönchengladbach) | 1894                                             | R 033           | 26. Januar 1989         |
| Wohnhaus                                          | Wohnhaus                                          | Richard-Wagner-Straße 12 Lage                              | Siehe Richard-Wagner-Straße 12 (Mönchengladbach) | 1913                                             | R 034           | 26. Januar 1989         |
| Wohnhaus                                          | Wohnhaus                                          | Richard-Wagner-Straße 14 Lage                              | Siehe Richard-Wagner-Straße 14 (Mönchengladbach) | 1912                                             | R 035           | 26. Januar 1989         |
| Wohnhaus                                          | Wohnhaus                                          | Richard-Wagner-Straße 23 Lage                              | Siehe Richard-Wagner-Straße 23 (Mönchengladbach) | 1911                                             | R 036           | 26. Januar 1989         |
| Wohnhaus                                          | Wohnhaus                                          | Richard-Wagner-Straße 25 Lage                              | Siehe Richard-Wagner-Straße 25 (Mönchengladbach) | 1904                                             | R 037           | 26. Januar 1989         |
| Pfarrhaus (Pfarramt)                              | Pfarrhaus (Pfarramt)                              | Richard-Wagner-Straße 27 Lage                              | Siehe Richard-Wagner-Straße 27 (Mönchengladbach) | 1894                                             | R 038           | 26. Januar 1989         |
| Pfarrhaus                                         | Pfarrhaus                                         | Richard-Wagner-Straße 29 Lage                              | Siehe Richard-Wagner-Straße 29 (Mönchengladbach) | 1894                                             | R 039           | 26. Januar 1989         |
| Pfarrheim                                         | Pfarrheim                                         | Richard-Wagner-Straße 35 Lage                              | Siehe Richard-Wagner-Straße 35 (Mönchengladbach) | 1907                                             | R 040           | 26. Januar 1989         |
| Wohnhaus                                          | Wohnhaus                                          | Richard-Wagner-Straße 86 Lage                              | Siehe Richard-Wagner-Straße 86 (Mönchengladbach) | Jahrhundertwende                                 | R 041           | 26. Januar 1989         |
| Wohnhaus                                          | Wohnhaus                                          | Richard-Wagner-Straße 127 Lage                             | Siehe Richard-Wagner-Straße 127 (Mönchengladbach) | 1903                                             | R 042           | 26. Januar 1989         |
| Wohnhaus                                          | Wohnhaus                                          | Regentenstraße 110 Lage                                    | Siehe Regentenstraße 110 (Mönchengladbach) | 1900                                             | R 043           | 17. Mai 1989            |
| Fachwerkhofanlage                                 | Fachwerkhofanlage                                 | Ruckes 134 Lage                                            | Siehe Ruckes 134 (Mönchengladbach) | frühes 18. Jahrhundert                           | R 044           | 15. März 1990           |
| Wohnhaus                                          | Wohnhaus                                          | Richard-Wagner-Straße 81 Lage                              | Siehe Richard-Wagner-Straße 81 (Mönchengladbach) | 1905                                             | R 045           | 7. August 1990          |
| Wohngeschäftshaus                                 | Wohngeschäftshaus                                 | Regentenstraße 37 Lage                                     | Siehe Regentenstraße 37–39 (Mönchengladbach) | um 1900                                          | R 046           | 7. August 1990          |
| Wohnhaus und Vorgarten                            | Wohnhaus und Vorgarten                            | Regentenstraße 43 Lage                                     | Siehe Regentenstraße 43 (Mönchengladbach) | nach 1903                                        | R 047           | 17. Mai 1989            |
| Wohnhaus                                          | Wohnhaus                                          | Regentenstraße 59 a Lage                                   | Siehe Regentenstraße 59a (Mönchengladbach) | nach 1910                                        | R 048           | 17. Mai 1989            |
| Wohngeschäftshaus                                 | Wohngeschäftshaus                                 | Regentenstraße 89 Lage                                     | Siehe Regentenstraße 89 (Mönchengladbach) | nach 1893                                        | R 049           | 17. Mai 1989            |
| Wohnhaus                                          | Wohnhaus                                          | Regentenstraße 91 Lage                                     | Siehe Regentenstraße 91 (Mönchengladbach) | Ende des 19. Jahrhunderts                        | R 050           | 17. Mai 1989            |
| Wohnhaus                                          | Wohnhaus                                          | Regentenstraße 101 Lage                                    | Siehe Regentenstraße 101 (Mönchengladbach) | Ende des 19. Jahrhunderts                        | R 051           | 17. Mai 1989            |
| Wohnhaus                                          | Wohnhaus                                          | Regentenstraße 103 Lage                                    | Siehe Regentenstraße 103 (Mönchengladbach) | Ende des 19. Jahrhunderts                        | R 052           | 17. Mai 1989            |
| Wohnhaus                                          | Wohnhaus                                          | Regentenstraße 105 Lage                                    | Siehe Regentenstraße 105 (Mönchengladbach) | Jahrhundertwende                                 | R 053           | 17. Mai 1989            |
| Wohnhaus                                          | Wohnhaus                                          | Regentenstraße 109 Lage                                    | Siehe Regentenstraße 109 (Mönchengladbach) | vor 1890                                         | R 055           | 17. Mai 1989            |
| Wohnhaus                                          | Wohnhaus                                          | Regentenstraße 111 Lage                                    | Siehe Regentenstraße 111 (Mönchengladbach) | nach 1900                                        | R 056           | 17. Mai 1989            |
| Wohnhaus                                          | Wohnhaus                                          | Regentenstraße 115 Lage                                    | Siehe Regentenstraße 115 (Mönchengladbach) | Jahrhundertwende                                 | R 057           | 17. Mai 1989            |
| Wohnhaus                                          | Wohnhaus                                          | Regentenstraße 133/135 Lage                                | Siehe Regentenstraße 133–135 (Mönchengladbach) | 1925                                             | R 058           | 17. Mai 1989            |
| Wohnhaus                                          | Wohnhaus                                          | Regentenstraße 108 Lage                                    | Siehe Regentenstraße 108 (Mönchengladbach) | um 1900                                          | R 059           | 17. Mai 1989            |
| Wohnhaus                                          | Wohnhaus                                          | Regentenstraße 112 Lage                                    | Siehe Regentenstraße 112 (Mönchengladbach) | nach 1900                                        | R 060           | 17. Mai 1989            |
| Wohnhaus                                          | Wohnhaus                                          | Regentenstraße 138 Lage                                    | Siehe Regentenstraße 138 (Mönchengladbach) | nach 1900                                        | R 061           | 17. Mai 1989            |
| Wohnhaus                                          | Wohnhaus                                          | Regentenstraße 139a–d Lage                                 | Siehe Regentenstraße 139 a–d (Mönchengladbach) | nah 1925                                         | R 062           | 17. Mai 1989            |
| Wohnhaus                                          | Wohnhaus                                          | Regentenstraße 139/141 Lage                                | Siehe Regentenstraße 139–141 (Mönchengladbach) | nach 1925                                        | R 063           | 17. Mai 1989            |
| Wohnhaus                                          | Wohnhaus                                          | Regentenstraße 143/145 Lage                                | Siehe Regentenstraße 143–145 (Mönchengladbach) | nach 1925                                        | R 064           | 17. Mai 1989            |
| Wohnhaus                                          | Wohnhaus                                          | Regentenstraße 156 Lage                                    | Siehe Regentenstraße 156 (Mönchengladbach) | nach 1900                                        | R 065           | 7. August 1990          |
| Wohnhaus                                          | Wohnhaus                                          | Regentenstraße 158 Lage                                    | Siehe Regentenstraße 158 (Mönchengladbach) | um 1900                                          | R 066           | 7. August 1990          |
| Wohnhaus                                          | Wohnhaus                                          | Regentenstraße 160 Lage                                    | Siehe Regentenstraße 160 (Mönchengladbach) | um 1900                                          | R 067           | 7. August 1990          |
| Kirche                                            | Kirche                                            | Rochusstraße 307 Lage                                      | Siehe St. Rochus (Mönchengladbach) | 1904/05                                          | R 068           | 26. Februar 1991        |
| Wohnhaus                                          | Wohnhaus                                          | Regentenstraße 164 Lage                                    | Siehe Regentenstraße 164 (Mönchengladbach) | um 1900                                          | R 069           | 7. August 1990          |
| Wohnhaus                                          | Wohnhaus                                          | Regentenstraße 166 Lage                                    | Siehe Regentenstraße 166 (Mönchengladbach) | Ende des 19. Jahrhunderts                        | R 070           | 17. Mai 1989            |
| Wohnhaus                                          | Wohnhaus                                          | Regentenstraße 168 Lage                                    | Siehe Regentenstraße 168 (Mönchengladbach) | Ende des 19. Jahrhunderts                        | R 071           | 17. Mai 1989            |
| Wohnhaus                                          | Wohnhaus                                          | Regentenstraße 202 Lage                                    | Siehe Regentenstraße 202 (Mönchengladbach) | Jahrhundertwende                                 | R 072           | 17. Mai 1989            |
| Wohnhaus                                          | Wohnhaus                                          | Regentenstraße 204 Lage                                    | Siehe Regentenstraße 204 (Mönchengladbach) | Jahrhundertwende                                 | R 073           | 17. Mai 1989            |
| Wohnhaus                                          | Wohnhaus                                          | Regentenstraße 210 Lage                                    | Siehe Regentenstraße 210 (Mönchengladbach) | Jahrhundertwende                                 | R 074           | 17. Mai 1989            |
| Wohnhaus                                          | Wohnhaus                                          | Regentenstraße 214 Lage                                    | Siehe Regentenstraße 214 (Mönchengladbach) | Jahrhundertwende                                 | R 075           | 17. Mai 1989            |
| Wohnhaus                                          | Wohnhaus                                          | Regentenstraße 228 Lage                                    | Siehe Regentenstraße 228 (Mönchengladbach) | Jahrhundertwende                                 | R 076           | 17. Mai 1989            |
| Wohnhaus                                          | Wohnhaus                                          | Regentenstraße 173 Lage                                    | Siehe Regentenstraße 173 (Mönchengladbach) | 1904                                             | R 077           | 7. August 1990          |
| Wohnhaus                                          | Wohnhaus                                          | Richard-Wagner-Straße 78 Lage                              | Siehe Richard-Wagner-Straße 78 (Mönchengladbach) | 1933                                             | R 079           | 7. August 1990          |
| Wohnhaus                                          | Wohnhaus                                          | Richard-Wagner-Straße 76 Lage                              | Siehe Richard-Wagner-Straße 76 (Mönchengladbach) | 1933                                             | R 080           | 7. August 1990          |
| ehemalige Toilettenanlage                         | ehemalige Toilettenanlage                         | Rathausstraße 11 a Lage                                    | Siehe Rathausstraße 11a (Mönchengladbach) | 1905                                             | R 081           | 18. September 1991      |
| Wohnhaus                                          | Wohnhaus                                          | Ruckes 109 Lage                                            | Siehe Ruckes 109 (Mönchengladbach) | um 1800                                          | R 082           | 19. September 1991      |
| Hofanlage                                         | Hofanlage                                         | Rasseln 1 Lage                                             | Siehe Rasseln 1 (Mönchengladbach) | um 1829, 1905/1907                               | R 083           | 3. Februar 1993         |
| Wohnhaus                                          | Wohnhaus                                          | Römerstraße 140 Lage                                       | Siehe Römerstraße 140 (Mönchengladbach) | 1945                                             | R 084           | 8. Februar 1994         |
| Wohnhaus                                          | Wohnhaus                                          | Rubensstraße 20 Lage                                       | Siehe Rubensstraße 20 (Mönchengladbach) | 1910/1911                                        | R 085           | 9. März 1994            |
| jüdischer Friedhof                                | jüdischer Friedhof                                | Rossweide Lage                                             | Siehe Jüdischer Friedhof (Wickrath) | 1847                                             | R 086           | 18. August 1994         |
| Kapelle                                           | Kapelle                                           | Rönneter 46 Lage                                           | Siehe Kapelle Rönneter | 1949                                             | R 087           | 31. Januar 2001         |
| Wegekreuz                                         | Wegekreuz                                         | Rasseln Lage                                               | Siehe Wegekreuz Rasseln | 1860                                             | R 089           | 8. September 2008       |
| Wohnhaus                                          | Wohnhaus                                          | Rubensstraße 18 Lage                                       | Siehe Rubensstraße 18 (Mönchengladbach) | 1937                                             | R 090           | 22. Januar 2009         |
| Forstwirtschaftsgebäude                           | Forstwirtschaftsgebäude                           | Rheindahlener Straße hinter Haus 136 Lage                  | Siehe Rheindahlener Straße 136 | 1941 und 1948                                    | R 092           | 11. März 2014           |
| Wohnhaus                                          | Wohnhaus                                          | Rubensstraße 24 Lage                                       | |                                                  | R 093           | 26. Oktober 2017        |
| Wohnhaus                                          | Wohnhaus                                          | Siepensteg 28 Lage                                         | Siehe Siepensteg 28 (Mönchengladbach) | 1909                                             | S 001           | 4. Dezember 1984        |
| Wohngeschäftshaus                                 | Wohngeschäftshaus                                 | Speicker Straße 3 Lage                                     | Siehe Speicker Straße 3 (Mönchengladbach) | Mitte des 19. Jahrhunderts                       | S 002           | 4. Dezember 1984        |
| Wohnhaus                                          | Wohnhaus                                          | Sittardstraße 67 Lage                                      | Siehe Sittardstraße 67 (Mönchengladbach) | Mitte des 19. Jahrhunderts                       | S 003           | 4. Dezember 1984        |
| Fachwerkhaus                                      | Fachwerkhaus                                      | Seidenweberstraße 48 Lage                                  | Siehe Seidenweberstraße 48 (Mönchengladbach) | 18. Jh.                                          | S 004           | 24. September 1985      |
| Webersiedlung                                     | Webersiedlung                                     | Weberstraße Rauherstraße Spinnerstraße Eupener Straße Lage | Siehe Webersiedlung Engelbleck | 1927/29                                          | S 005           | 14. Oktober 1986        |
| Kapelle                                           | Kapelle                                           | Sittardheide 11 Lage                                       | Siehe Josefskapelle Sittardheide | Mitte des 19. Jahrhunderts                       | S 006           | 2. Juni 1987            |
| Krankenhaus                                       | Krankenhaus                                       | Südwall 27/29 Lage                                         | Siehe Krankenhaus Rheindahlen | 1910                                             | S 007           | 15. Dezember 1987       |
| Wohnhaus                                          | Wohnhaus                                          | Siepensteg 26 Lage                                         | Siehe Siepensteg 26 (Mönchengladbach) | 1909                                             | S 008           | 26. Januar 1989         |
| Wohnhaus                                          | Wohnhaus                                          | Siepensteg 32 Lage                                         | Siehe Siepensteg 32 (Mönchengladbach) | 1910                                             | S 009           | 26. Januar 1989         |
| Wegekreuz                                         | Wegekreuz                                         | Sittard 10a Lage                                           | Siehe Wegekreuz Sittard | Ende des 18. Jahrhunderts                        | S 011           | 14. September 1993      |
| Krankenhaus ‚Maria Hilf‘                          | Krankenhaus ‚Maria Hilf‘                          | Sandradstraße 43/45/47 Lage                                | Siehe Krankenhaus Maria Hilf (Mönchengladbach) | 1859 und 1950/1951                               | S 012           | 17. Juli 1997           |
| Wohnhaus                                          | Wohnhaus                                          | Sandradstraße 22 Lage                                      | Siehe Sandradstraße 22 (Mönchengladbach) | 1902                                             | S 013           | 11. Februar 2009        |
| Wohn- und Geschäftshaus Ehemaliges Torwächterhaus | Wohn- und Geschäftshaus Ehemaliges Torwächterhaus | Sandradstraße 1 Lage                                       | Siehe Sandradstraße 1 (Mönchengladbach) | 18. Jh. - Ende 19. Jh.                           | S 014           | 19. Juni 2012           |
| Industriegebäude                                  | Industriegebäude                                  | Sophienstraße 25–43 Lage                                   | Ehemaliges Fabrikgebäude der Baumwollspinnerei Martin May & Cie. Zunächst wurde es als zweigeschossiges Gebäude errichtet, später um ein drittes Geschoss erweitert. 21 in die Wände eingelassene Wandkanäle und 16 Luftschächte in hohlen, gusseisernen Säulen dienten der Belüftung. Im Südosten des Komplexes befanden sich ein Maschinen- und ein Kesselhaus. Der doppelwandige Schornstein besteht aus einem inneren Schacht als Kesselabzug und einem äußeren als Luftzufuhr. Das Batteurgebäude im Norden diente der Reinigung der Baumwolle. Das Flachdach soll als Wasserbehälter gedient haben, vor dem Betriebsgebäude befand sich ein Löschweiher. Die ehemalige Spinnerei ist über eine Brücke mit dem zweigeschossigen Kontorhaus verbunden, an das sich nach Osten das nicht mehr erhaltene Lager anschloss. | 1870er Jahre                                     | S 015           | 24. Juli 2017           |
| Wohnhaus                                          | Wohnhaus                                          | Sittardstraße 63 Lage                                      | Siehe Sittardstraße 63 | 1933–1934                                        | S 016           | 23. Januar 2018         |
| Wohnhaus                                          | Wohnhaus                                          | Schwogenstraße 18 Lage                                     | Siehe Schwogenstraße 18 (Mönchengladbach) | Jahrhundertwende                                 | Sch 001         | 4. Dezember 1984        |
| Wohnhaus                                          | Wohnhaus                                          | Schwogenstraße 9 Lage                                      | Siehe Schwogenstraße 9 (Mönchengladbach) | Jahrhundertwende                                 | Sch 002         | 4. Dezember 1984        |
| Wohnhaus                                          | Wohnhaus                                          | Schillerstraße 81 Lage                                     | Siehe Schillerstraße 81 (Mönchengladbach) | Jahrhundertwende                                 | Sch 003         | 4. Dezember 1984        |
| Wirtschaftsgebäude                                | Wirtschaftsgebäude                                | Schlossstraße 228/230 Lage                                 | Siehe Schlossstraße 228–230 | 1773                                             | Sch 004         | 4. Dezember 1984        |
| Gerichtsgefängnis und Amtsleiterwohnhaus          | Gerichtsgefängnis und Amtsleiterwohnhaus          | Scharnhorststraße 1 Rheinbahnstraße 18 Lage                | Siehe Scharnhorststraße 1 (Mönchengladbach) | 1902–1912                                        | Sch 005         | 27. März 1985           |
| weitere Bilder                                    | Schloss Rheydt: Herrenhaus                        | Schlossstraße 508 Lage                                     | Siehe Schloss Rheydt | Ab 9. / 10. Jahrhundert, Bestand 16. Jahrhundert | Sch 006 a       | 24. September 1985      |
| weitere Bilder                                    | Schloss Rheydt: Vorburg                           | Schlossstraße 508 Lage                                     | Siehe Schloss Rheydt | Ab 9. / 10. Jahrhundert, Bestand 16. Jahrhundert | Sch 006 b       | 24. September 1985      |
| weitere Bilder                                    | Schloss Rheydt: Torburg                           | Schlossstraße 508 Lage                                     | Siehe Schloss Rheydt | ab 9. / 10. Jahrhundert, Bestand 16. Jahrhundert | Sch 006 c       | 24. September 1985      |
| weitere Bilder                                    | Schloss Wickrath                                  | Schloss Wickrath 1–17, 26 Lage                             | Siehe Schloss Wickrath | 1752                                             | Sch 007         | 24. September 1985      |
| Schule mit Wohnhaus                               | Schule mit Wohnhaus                               | Schmidt-Bleibtreu-Straße 66 Lage                           | Siehe Schule Odenkirchen | 1877, Erweiterung 1907                           | Sch 008         | 24. September 1985      |
| Schriefersmühle                                   | Schriefersmühle                                   | Schriefersmühle 25 Lage                                    | Siehe Schriefersmühle | 1747                                             | Sch 009         | 14. Oktober 1986        |
| Wohnhaus                                          | Wohnhaus                                          | Schmidt-Bleibtreu-Straße 4 Lage                            | Siehe Schmidt-Bleibtreu-Straße 4 (Mönchengladbach) | Jahrhundertwende                                 | Sch 010         | 15. Dezember 1987       |
| Wohnhaus                                          | Wohnhaus                                          | Schmidt-Bleibtreu-Straße 2 Lage                            | Siehe Schmidt-Bleibtreu-Straße 2 (Mönchengladbach) | Jahrhundertwende                                 | Sch 011         | 15. Dezember 1987       |
| Wohnhaus                                          | Wohnhaus                                          | Schmidt-Bleibtreu-Straße 8 Lage                            | Siehe Schmidt-Bleibtreu-Straße 8 (Mönchengladbach) | Jahrhundertwende                                 | Sch 012         | 15. Dezember 1987       |
| Wohnhaus                                          | Wohnhaus                                          | Schmidt-Bleibtreu-Straße 18 Lage                           | Siehe Schmidt-Bleibtreu-Straße 18 (Mönchengladbach) | Jahrhundertwende                                 | Sch 013         | 15. Dezember 1987       |
| Wohnhaus                                          | Wohnhaus                                          | Schmidt-Bleibtreu-Straße 20 Lage                           | Siehe Schmidt-Bleibtreu-Straße 20 (Mönchengladbach) | Jahrhundertwende                                 | Sch 014         | 15. Dezember 1987       |
| Wohnhaus                                          | Wohnhaus                                          | Schmidt-Bleibtreu-Straße 22 Lage                           | Siehe Schmidt-Bleibtreu-Straße 22 (Mönchengladbach) | Jahrhundertwende                                 | Sch 015         | 15. Dezember 1987       |
| Wohnhaus                                          | Wohnhaus                                          | Schmidt-Bleibtreu-Straße 24 Lage                           | Siehe Schmidt-Bleibtreu-Straße 24 (Mönchengladbach) | Jahrhundertwende                                 | Sch 016         | 15. Dezember 1987       |
| Wohnhaus                                          | Wohnhaus                                          | Schmidt-Bleibtreu-Straße 28 Lage                           | Siehe Schmidt-Bleibtreu-Straße 28 (Mönchengladbach) | Jahrhundertwende                                 | Sch 017         | 15. Dezember 1987       |
| Wohnhaus                                          | Wohnhaus                                          | Schmidt-Bleibtreu-Straße 30 Lage                           | Siehe Schmidt-Bleibtreu-Straße 30 (Mönchengladbach) | Jahrhundertwende                                 | Sch 018         | 15. Dezember 1987       |
| Wohnhaus                                          | Wohnhaus                                          | Schmidt-Bleibtreu-Straße 32 Lage                           | Siehe Schmidt-Bleibtreu-Straße 32 (Mönchengladbach) | Jahrhundertwende                                 | Sch 019         | 15. Dezember 1987       |
| Wohnhaus                                          | Wohnhaus                                          | Schmidt-Bleibtreu-Straße 38 Lage                           | Siehe Schmidt-Bleibtreu-Straße 38 (Mönchengladbach) | Jahrhundertwende                                 | Sch 020         | 15. Dezember 1987       |
| Wohnhaus                                          | Wohnhaus                                          | Schmidt-Bleibtreu-Straße 40 Lage                           | Siehe Schmidt-Bleibtreu-Straße 40 (Mönchengladbach) | Jahrhundertwende                                 | Sch 021         | 15. Dezember 1987       |
| Wohnhaus                                          | Wohnhaus                                          | Schmidt-Bleibtreu-Straße 46 Lage                           | Siehe Schmidt-Bleibtreu-Straße 46 (Mönchengladbach) | Jahrhundertwende                                 | Sch 022         | 15. Dezember 1987       |
| Wohnhaus                                          | Wohnhaus                                          | Schmidt-Bleibtreu-Straße 48 Lage                           | Siehe Schmidt-Bleibtreu-Straße 48 (Mönchengladbach) | 1934                                             | Sch 023         | 15. Dezember 1987       |
| Wohnhaus                                          | Wohnhaus                                          | Schmidt-Bleibtreu-Straße 49 Lage                           | Siehe Schmidt-Bleibtreu-Straße 49 (Mönchengladbach) | Jahrhundertwende                                 | Sch 024         | 15. Dezember 1987       |
| Wohnhaus                                          | Wohnhaus                                          | Schmidt-Bleibtreu-Straße 35 Lage                           | Siehe Schmidt-Bleibtreu-Straße 35 (Mönchengladbach) | 1898                                             | Sch 025         | 15. Dezember 1987       |
| Wohnhaus                                          | Wohnhaus                                          | Schillerstraße 16 Lage                                     | Siehe Schillerstraße 16 (Mönchengladbach) | um 1900                                          | Sch 027         | 7. August 1990          |
| Wohngeschäftshaus                                 | Wohngeschäftshaus                                 | Schillerstraße 18 Lage                                     | Siehe Schillerstraße 18 (Mönchengladbach) | um 1900                                          | Sch 028         | 7. August 1990          |
| Wohnhaus                                          | Wohnhaus                                          | Schloss-Dyck-Straße 129 Lage                               | Siehe Schloss-Dyck-Straße 129 (Mönchengladbach) | 18. Jh.                                          | Sch 030         | 8. Februar 1994         |
| Ablasskreuz                                       | Ablasskreuz                                       | Schriefers/Erkelenzer Straße Lage                          | Siehe Ablasskreuz Schriefers | 1859                                             | Sch 031         | 10. Oktober 1995        |
| Schlossmühle Rheydt                               | Schlossmühle Rheydt                               | Schlossstraße 501/503, 527 Lage                            | Siehe Schlossmühle Rheydt | 19. Jh.                                          | Sch 032         | 18. Februar 2000        |
| Wohnhaus                                          | Wohnhaus                                          | Schillerstraße 47 Lage                                     | Siehe Schillerstraße 47 (Mönchengladbach) | 1905                                             | Sch 037         | 7. August 1990          |
| Wohngeschäftshaus                                 | Wohngeschäftshaus                                 | Schillerstraße 49 Lage                                     | Siehe Schillerstraße 49 (Mönchengladbach) | 1905                                             | Sch 038         | 7. August 1990          |
| Wohnhaus                                          | Wohnhaus                                          | Schillerstraße 53 Lage                                     | Siehe Schillerstraße 53 (Mönchengladbach) | Ende des 19. Jahrhunderts                        | Sch 039         | 7. August 1990          |
| Wohnhaus                                          | Wohnhaus                                          | Schillerstraße 55 Lage                                     | Siehe Schillerstraße 55 (Mönchengladbach) | 1898                                             | Sch 040         | 7. August 1990          |
| Wohnhaus                                          | Wohnhaus                                          | Schillerstraße 57 Lage                                     | Siehe Schillerstraße 57 (Mönchengladbach) | 1910                                             | Sch 041         | 7. August 1990          |
| Backstein-Hofanlage                               | Backstein-Hofanlage                               | Schloss-Dyck-Straße 128/128 a–c Lage                       | Siehe Schloss-Dyck-Straße 128 (Mönchengladbach) | Wohnhaus 1852, Torhaus 1878                      | Sch 042         | 16. Dezember 1992       |
| Wohnhaus                                          | Wohnhaus                                          | Schillerstraße 62 Lage                                     | Siehe Schillerstraße 62 (Mönchengladbach) | Anfang des 20. Jahrhunderts                      | Sch 043         | 7. August 1990          |
| Wohnhaus                                          | Wohnhaus                                          | Schwalmstraße 204 Lage                                     | Siehe Schwalmstraße 204 (Mönchengladbach) | 1928                                             | Sch 044         | 14. September 1993      |
| Wohnhaus                                          | Wohnhaus                                          | Schillerstraße 73 Lage                                     | Siehe Schillerstraße 73 (Mönchengladbach) | 1898                                             | Sch 045         | 7. August 1990          |
| Wohngeschäftshaus                                 | Wohngeschäftshaus                                 | Schillerstraße 75 Lage                                     | Siehe Schillerstraße 75 (Mönchengladbach) | 1898                                             | Sch 046         | 7. August 1990          |
| Wohngeschäftshaus                                 | Wohngeschäftshaus                                 | Schillerstraße 77 Lage                                     | Siehe Schillerstraße 77 (Mönchengladbach) | 1898                                             | Sch 047         | 7. August 1990          |
| Wohngeschäftshaus                                 | Wohngeschäftshaus                                 | Schillerstraße 79 Lage                                     | Siehe Schillerstraße 79 (Mönchengladbach) | 1898                                             | Sch 048         | 7. August 1990          |
| Wohnhaus                                          | Wohnhaus                                          | Schillerstraße 83 Lage                                     | Siehe Schillerstraße 83 (Mönchengladbach) | 1897                                             | Sch 049         | 7. August 1990          |
| Wohnhaus                                          | Wohnhaus                                          | Schillerstraße 85 Lage                                     | Siehe Schillerstraße 85 (Mönchengladbach) | 1897                                             | Sch 050         | 7. August 1990          |
| Wohn-Stallhaus                                    | Wohn-Stallhaus                                    | St.-Peter-Straße 7 Lage                                    | Siehe St.-Peter-Straße 7 (Mönchengladbach) | Mitte des 19. Jahrhunderts                       | St 001          | 4. Dezember 1984        |
| Wohnhaus                                          | Wohnhaus                                          | St.-Peter-Straße 9 Lage                                    | Siehe St.-Peter-Straße 9 (Mönchengladbach) | Mitte des 19. Jahrhunderts                       | St 002          | 4. Dezember 1984        |
| Wohnhaus                                          | Wohnhaus                                          | St.-Peter-Straße 4 Lage                                    | Siehe St.-Peter-Straße 4 (Mönchengladbach) | Mitte des 19. Jahrhunderts                       | St 003          | 4. Dezember 1984        |
| Wohnhaus                                          | Wohnhaus                                          | St.-Peter-Straße 6 Lage                                    | Siehe St.-Peter-Straße 6 (Mönchengladbach) | Mitte des 19. Jahrhunderts                       | St 004          | 4. Dezember 1984        |
| Wohnhaus                                          | Wohnhaus                                          | Staufenstraße 17 Lage                                      | Siehe Staufenstraße 17 (Mönchengladbach) | 1897                                             | St 005          | 24. September 1985      |
| Wohneckhaus                                       | Wohneckhaus                                       | Steinmetzstraße 31 Lage                                    | Siehe Steinmetzstraße 31 (Mönchengladbach) | 1880/90                                          | St 006          | 10. Dezember 1985       |
| Wohnhaus                                          | Wohnhaus                                          | Steinmetzstraße 23 Lage                                    | Siehe Steinmetzstraße 23 (Mönchengladbach) | Jahrhundertwende                                 | St 007          | 14. Oktober 1986        |
| Wohnhaus                                          | Wohnhaus                                          | St.-Peter-Straße 3 Lage                                    | Siehe St.-Peter-Straße 3 (Mönchengladbach) | nach 1819                                        | St 008          | 14. Oktober 1986        |
| Wohnhaus                                          | Wohnhaus                                          | St.-Peter-Straße 1 Lage                                    | Siehe St.-Peter-Straße 1 (Mönchengladbach) | nach 1819                                        | St 009          | 14. Oktober 1986        |
| Wohnhaus                                          | Wohnhaus                                          | Staufenstraße 21 Lage                                      | Siehe Staufenstraße 21 (Mönchengladbach) | Jahrhundertwende                                 | St 010          | 14. Oktober 1986        |
| Wohn- und Geschäftshaus                           | Wohn- und Geschäftshaus                           | Steubenstraße 16 Lage                                      | Siehe Steubenstraße 16 (Mönchengladbach) | 1937                                             | St 011          | 2. Juni 1987            |
| Wohnhaus                                          | Wohnhaus                                          | Steubenstraße 18 Lage                                      | Siehe Steubenstraße 18 (Mönchengladbach) | 1934                                             | St 012          | 2. Juni 1987            |
| Wohnhaus                                          | Wohnhaus                                          | Steubenstraße 20 Lage                                      | Siehe Steubenstraße 20 (Mönchengladbach) | 1935                                             | St 013          | 2. Juni 1987            |
| Wohnhaus                                          | Wohnhaus                                          | St.-Peter-Straße 10 Lage                                   | Siehe St.-Peter-Straße 10 (Mönchengladbach) | Jahrhundertwende                                 | St 014          | 2. Juni 1987            |
| Wohnhaus                                          | Wohnhaus                                          | St.-Peter-Straße 12 Lage                                   | Siehe St.-Peter-Straße 12 (Mönchengladbach) | um 1900                                          | St 015          | 2. Juni 1987            |
| Wohnhaus                                          | Wohnhaus                                          | St.-Peter-Straße 14 Lage                                   | Siehe St.-Peter-Straße 14 (Mönchengladbach) | um 1900                                          | St 016          | 2. Juni 1987            |
| Wohnhaus                                          | Wohnhaus                                          | St.-Peter-Straße 18 Lage                                   | Siehe St.-Peter-Straße 18 (Mönchengladbach) | um 1900                                          | St 017          | 2. Juni 1987            |
| Wohnhaus                                          | Wohnhaus                                          | St.-Peter-Straße 20 Lage                                   | Siehe St.-Peter-Straße 20 (Mönchengladbach) | Jahrhundertwende                                 | St 018          | 2. Juni 1987            |
| Wohnhaus                                          | Wohnhaus                                          | St.-Peter-Straße 22 Lage                                   | Siehe St.-Peter-Straße 22 (Mönchengladbach) | Jahrhundertwende                                 | St 019          | 2. Juni 1987            |
| Wohnhaus                                          | Wohnhaus                                          | St.-Peter-Straße 24 Lage                                   | Siehe St.-Peter-Straße 24 (Mönchengladbach) | Jahrhundertwende                                 | St 020          | 2. Juni 1987            |
| Wohnhaus                                          | Wohnhaus                                          | St.-Peter-Straße 26 Lage                                   | Siehe St.-Peter-Straße 26 (Mönchengladbach) | Jahrhundertwende                                 | St 021          | 2. Juni 1987            |
| Wohnhaus                                          | Wohnhaus                                          | St.-Peter-Straße 13 Lage                                   | Siehe St.-Peter-Straße 13 (Mönchengladbach) | Jahrhundertwende                                 | St 022          | 2. Juni 1987            |
| Wohnhaus                                          | Wohnhaus                                          | Stadtwaldstraße 349 Lage                                   | Siehe Stadtwaldstraße 349 (Mönchengladbach) | 1900/1911                                        | St 023          | 17. September 1991      |
| Wohnhaus                                          | Wohnhaus                                          | Staufenstraße 20 Lage                                      | Siehe Staufenstraße 20 (Mönchengladbach) | 1900/1911                                        | St 024          | 18. September 1991      |
| Kirche                                            | Kirche                                            | St.-Helena-Platz 9 Lage                                    | Siehe St. Helena (Rheindahlen) | ab 14. Jahrhundert                               | St 025          | 4. Februar 1992         |
| Wohnhaus                                          | Wohnhaus                                          | Staufenstraße 4 Lage                                       | Siehe Staufenstraße 4 (Mönchengladbach) | um 1895                                          | St 026          | 24. Juni 1992           |
| ehemaliges Burghaus des Kappelshofes              | ehemaliges Burghaus des Kappelshofes              | Stahlenend 1 Lage                                          | Siehe Stahlenend 1 (Mönchengladbach) | 16./17. Jahrhundert                              | St 027          | 30. Januar 1992         |
| Kirche                                            | Kirche                                            | St.-Michael-Platz 3 Lage                                   | Siehe St. Michael (Holt) | 16./17. Jahrhundert                              | St 028          | 2. November 1993        |
| Wegekreuz                                         | Wegekreuz                                         | Stahlenend/Am Kappelshof Lage                              | Siehe Wegekreuz Stahlenend | 1868                                             | St 029          | 18. August 1994         |
| Wohnhaus                                          | Wohnhaus                                          | St.-Michael-Platz 2 Lage                                   | Siehe St.-Michael-Platz 2 (Mönchengladbach) | 1905                                             | St 031          | 10. Juli 1996           |
| Wohnhaus                                          | Wohnhaus                                          | Staufenstraße 12 Lage                                      | Siehe Staufenstraße 12 (Mönchengladbach) | 1909                                             | St 032          | 10. September 1996      |
| Wohnhaus                                          | Wohnhaus                                          | Staufenstraße 18 Lage                                      | Siehe Staufenstraße 18 (Mönchengladbach) | 1905                                             | St 033          | 10. September 1996      |
| Wohnhaus                                          | Wohnhaus                                          | Staufenstraße 19 Lage                                      | Siehe Staufenstraße 19 (Mönchengladbach) | 1905                                             | St 034          | 10. September 1996      |
| Wohnhaus                                          | Wohnhaus                                          | Staufenstraße 22 Lage                                      | Siehe Staufenstraße 22 (Mönchengladbach) | 1907                                             | St 035          | 10. Juni 1996           |
| Wohnhaus                                          | Wohnhaus                                          | Staufenstraße 25 Lage                                      | Siehe Staufenstraße 25 (Mönchengladbach) | 1896/1897                                        | St 036          | 10. September 1996      |
| Wohnhaus                                          | Wohnhaus                                          | Staufenstraße 27 Lage                                      | Siehe Staufenstraße 27 (Mönchengladbach) | 1898                                             | St 037          | 10. September 1996      |